# Guerra hispano-musulmana de 1172-1212
La guerra hispano-musulmana de 1172-1212 fue un conflicto militar librado entre los reinos cristianos de Castilla, Aragón, Navarra y Portugal y el califato almohade durante el periodo de Reconquista de la península ibérica. La guerra estalló cuando el califa almohade Yusuf I atacó Castilla desde Cuenca en 1171 y terminó 40 años más tarde tras la victoria cristiano-hispana en la batalla de las Navas de Tolosa en 1212, aunque se llevaron a cabo pequeñas escaramuzas después de la batalla.

## Contexto
El califato almorávide en la península ibérica cayó  durante la segunda cruzada y había dado inicio al segundo periodo de taifas. Los almohades llegaron a la península en 1146, pero los cristianos rápidamente conquistaron Santarém, Lisboa, Tortosa y Tarragona antes que ellos. No fue hasta 1173 que los almohades terminaron de conquistar las taifas. Aprovechando que Alfonso VIII de Castilla aún era joven, los almohades atacaron Castilla en 1172, iniciando así la guerra.

## Desarrollo del conflicto

### Primera fase (1172-1197)

#### Cuenca
En 1172, Yusuf I comenzó una serie de ataques en Castilla y destruyó varias guarniciones fronterizas castellanas. También intentó tomar Huete, pero fracasó y se vio obligado a retirarse. Alfonso  VIII de Castilla aprovechó la oportunidad y comenzó un contraataque en Cuenca, de donde provenía un gran peligro, ya que los almohades usaban la localidad como un puesto avanzado en sus continuos ataques contra Castilla. La ciudad estaba bien fortificada, por lo que Alfonso VIII, con la ayuda de Alfonso II de Aragón, llevó a cabo un largo asedio y la capturó en 1177. Alfonso VIII también capturó Alarcón en 1183.

#### Incursiones portuguesas en territorio almohade
En 1178, Sancho I de Portugal, aún príncipe, lanzó una campaña contra el Califato almohade. Atacó Sevilla e incendió Triana. Unos años más tarde, en 1182 o 1183, una nueva expedición portuguesa formada por milicias locales de Lisboa y Santarém saqueó el Aljarafe, la tierra de aldeas y olivares al oeste de Sevilla. Durante el saqueo, las milicias portuguesas atraparon a numerosos hombres como prisioneros.

#### Santarém
En la primavera de 1184, Abu Yaqub Yusuf decidió atacar Santarém, que estaba defendida por Alfonso I de Portugal. Al enterarse del ataque de Abu Yusuf, Fernando II de León marchó con sus tropas hacia Santarém para apoyar a Alfonso I.
Abu Yusuf, pensando que tenía suficientes tropas para mantener el asedio, envió órdenes para que parte de su ejército marchara hacia Lisboa y también sitiaran esa ciudad. Las órdenes fueron mal interpretadas y su ejército, al ver que grandes contingentes de hombres abandonaban la batalla, se confundió y comenzó a retirarse. Abu Yusuf, en un intento por reagrupar a sus tropas, fue herido por una ballesta y murió el 29 de julio de 1184.

#### Sur de Portugal
Yaqub al-Mansur, el nuevo califa almohade, decidió invadir Portugal después de que conquistaran Silves. Yaqub se unió a las fuerzas de Sevilla y Granada y sitió Silves, pero dejó las operaciones en manos de las tropas locales y llevó a la mayoría de su fuerza expedicionaria a Córdoba. En Córdoba, el califa se reunió con una embajada de Alfonso VIII de Castilla y firmaron una tregua, lo cual fue una buena noticia para Yaqub, ya que significaba que podía concentrarse en su campaña contra Portugal. Invadió el Alentejo y la ciudad de Torres Novas se rindió. Comenzó a asediar Tomar, pero no logró capturar la ciudad. El principal objetivo de al-Mansur era capturar Santarém, que asedió en 1190, pero fue derrotado por Sancho I y cruzados ingleses. Esta campaña fue un fracaso.
En 1191, Yaqub lanzó un segundo intento para reconquistar Silves. Capturó Alcácer do Sal y luego las ciudades de Palmela, Coina y Almada. Leiria fue destruida y los almohades atacaron hasta el norte, en las cercanías de Coímbra. También recapturó el Castillo de Alvor, cuya población había sido masacrada en 1189. Para su segundo asedio a Silves, Yaqub trajo cuatro veces más máquinas de asedio de las que tenían los defensores. Comenzó el asedio a finales de junio y terminó el 25 de julio, como una victoria almohade. Después de firmar una tregua de cinco años con Sancho, Yaqub regresó a África. Había empujado la frontera hacia el norte hasta el Tajo, dejando a Portugal solo una fortaleza significativa al sur, en Évora.

#### Alarcos
Alfonso VII de León, una vez la tregua con los almohades expiró, recibió noticias de que Yaqub al-Mansur estaba gravemente enfermo en Marrakech y su hermano Abu Yahya, gobernador de al-Ándalus, cruzó el Mediterráneo para autocoronarse como rey y tomar Marrakech. Aprovechó la oportunidad y comenzó una expedición a la región de Sevilla. Habiendo aplastado con éxito las ambiciones de su hermano, Yaqub al-Mansur no tuvo más remedio que liderar una expedición contra los cristianos, que ahora amenazaban su imperio en la península ibérica. El 4 de julio, Yaqub y su ejército cruzaron el paso de Muradal (Despeñaperros actualmente) y avanzaron por la llanura de Salvatierra. Un destacamento de caballería de la Orden de Calatrava y algunos caballeros de castillos cercanos intentaron obtener información sobre la fuerza de los almohades y su rumbo, pero fueron rodeados por exploradores musulmanes y casi masacrados. Sin embargo, lograron proporcionar información al rey castellano.
Alfonso reunió sus fuerzas en Toledo y marchó hacia Alarcos, un lugar que marcaba el límite sur de su reino y donde se estaba construyendo una fortaleza. Los otros reinos cristiano-españoles temían que los almohades tuvieran éxito, por lo que Alfonso VIII recibió ofertas de ayuda de Alfonso IX de León y Sancho VI de Navarra, las cuales aceptó. Pero al ver que estaban tardando mucho en llegar, decidió enfrentar a los almohades solo. Cuando el 16 de julio el ejército almohade apareció a la vista, Yaqub al-Mansur no aceptó la batalla ese día ni el siguiente, prefiriendo dar descanso a sus fuerzas; pero temprano al día siguiente, el 18 de julio, los almohades se formaron para la batalla alrededor de una pequeña colina llamada La Cabeza, a dos tiros de arco de Alarcos.
Era un ejército formidable, aunque Alfonso había subestimado su fuerza gravemente. El rey castellano puso a la mayor parte de su caballería pesada en un cuerpo compacto, de unos 8,000 hombres, y dio su mando a Diego López II de Haro. El propio rey seguiría con la infantería y las órdenes militares. La mayoría de los caballeros giraron a su izquierda y, tras una feroz lucha, derrotaron a las fuerzas de al-Ándalus de Ibn Sanadid. Habían pasado tres horas; justo después del mediodía, con el intenso calor, el cansancio y los proyectiles que seguían cayendo sobre ellos hicieron mella en los caballeros acorazados. Alfonso avanzó con todas sus fuerzas restantes hacia la refriega, solo para encontrarse asaltado desde todos los lados y bajo una lluvia de flechas. Durante algún tiempo luchó cuerpo a cuerpo, hasta que fue retirado de la acción, casi por la fuerza, por su guardia personal; huyeron hacia Toledo. La infantería castellana fue destruida, junto con la mayoría de las órdenes que los habían apoyado; el Señor de Vizcaya intentó abrirse paso a través del anillo de fuerzas enemigas, pero finalmente tuvo que buscar refugio en la fortaleza inacabada de Alarcos con solo una fracción de sus caballeros. El castillo fue rodeado con unas 3,000 personas atrapadas dentro, la mitad de ellas mujeres y niños. El enemigo del rey, Pedro Fernández de Castro, que había participado poco en la acción, fue enviado por el Amir para negociar la rendición; Diego López II de Haro y los sobrevivientes fueron liberados, dejando a 12 caballeros como rehenes para el pago de un gran rescate.

#### Alianza entre León y el califato almohade y guerra castellano-leonesa
El ejército castellano había quedado destruido. El resultado de la batalla sacudió la estabilidad del Reino de Castilla durante varios años y todos los castillos cercanos se rindieron o fueron abandonados: Malagón, Benavente, Calatrava la Vieja, Caracuel y Torre de Guadalferza, y el camino hacia Toledo estaba completamente abierto. Sin embargo, ambos bandos sufrieron considerables bajas, incluidos los almohades, quienes no pudieron continuar con su campaña. Los almohades obtuvieron una alianza con el rey Alfonso IX de León, quien estaba enfadado con Alfonso VIII, que no esperó por él para luchar en la batalla de Alarcos.
Después de esto, Alfonso IX de León (con ayuda almohade y navarra), declaró la guerra a Castilla, la cual fue apoyada por Aragón. Alfonso VIII de Castilla lanzó una invasión a León, tomando Castroverde, Alba, Ardón, Coyanza y Castro de los Judíos de Mayorga. También se acercó a Benavente (donde estaban Alfonso IX y su ejército), invadió hasta el Bierzo (cerca de Portugal) y trató de capturar Astorga, pero fracasó. En 1197, Alfonso IX recuperó Castro de los Judíos de Mayorga, mientras que Alfonso VIII tomó Bárcena, Carpio y Pozuelo. Los almohades también intentaron invadir Castilla y sitiaron Toledo, Maqueda, Talavera de la Reina y Santa Olalla, pero solo tuvieron éxito en esta última. Los almohades también tomaron Plasencia, el Monte Angio y Turgelo.
Este conflicto resultó ser una victoria militar castellana pero no hubo cambios territoriales porque los estados papales intervinieron en el conflicto y condenaron a ambos reinos por desaprobar el matrimonio entre Alfonso IX y Berengaria de Castilla (ya que esto conduciría a una paz entre Castilla y León). Al final, ese matrimonio sí tuvo lugar y condujo a una paz entre ambos reinos en 1197. El Reino de Castilla y los almohades también firmaron una tregua que duró hasta 1211.

### Segunda fase (1211-1212)

#### Antes de la batalla de Las Navas de Tolosa
Alfonso VIII se encontraba en una situación peligrosa: la inquietante posibilidad de perder Toledo y todo el valle del Tajo, por lo que el rey pidió al Papa Inocencio III en 1211 que predicara una cruzada, a la cual no solo respondieron sus súbditos castellanos, sino también el rey Pedro II de Aragón, Sancho VII de Navarra, las órdenes militares como la Orden de Calatrava, los Caballeros Templarios, Santiago y San Juan, y cruzados de toda Europa.
Las hostilidades comenzaron en 1211, cuando Alfonso VIII rompió la tregua que tenía con los almohades y atacó el territorio andalusí. Al-Nasir se vio obligado a intervenir y desembarcó en la península ibérica ese mismo año. Mientras los cristianos devastaban las tierras de Jaén, los almohades superaron Sierra Morena y la fortaleza de Salvatierra, la fortaleza más importante de la Orden de Calatrava desde que los almohades tomaron el castillo de Calatrava. En junio de 1212, Alfonso VIII tomó Guadalerzas, Malagón, Calatrava y Caracuel.

#### Las Navas de Tolosa
El 16 de julio, Alfonso VIII, Pedro II de Aragón y Sancho VII de Navarra lucharon contra Muhámmad an-Násir, el califa almohade, en las Navas de Tolosa (cerca de Santa Elena). La batalla se libró a una distancia relativamente corta, de modo que ni los almohades ni los cristianos pudieron utilizar arqueros en la lucha dominada por el cuerpo a cuerpo.
Los caballeros cristianos se enfrascaron en un combate cuerpo a cuerpo, en el cual eran superiores a los almohades. Los caballeros cristianos de la Orden de Santiago rompieron la defensa almohade, infligiendo grandes bajas y creando brechas que permitieron un posible avance. El rey Sancho VII lideró a sus caballeros a través de las brechas y cargó contra el califa, que estaba rodeado por una escolta de guerreros esclavos negros. Aunque inicialmente se creía que estos hombres estaban encadenados para evitar que escaparan, ahora se piensa que esto proviene de una mala traducción. Los navarros, liderados por su rey Sancho VII, rompieron esta escolta. El califa escapó, pero los moros fueron derrotados con grandes bajas. Los cristianos victoriosos capturaron premios de guerra, incluyendo la tienda y el estandarte de Muhammad al-Nasir, que fueron entregados al Papa Inocencio III.
Las bajas cristianas fueron de alrededor de 2,000 hombres, mientras que las bajas musulmanas fueron de alrededor de 20,000 hombres. Entre las bajas cristianas notables se encontraban Pedro Gómez de Acevedo (Orden de Calatrava), Álvaro Fernández de Valladares (Orden de Santiago) y Gomes Ramires (Caballeros Templarios). Ruy Díaz (Orden de Calatrava) resultó gravemente herido y tuvo que dimitir. Esta batalla se considera una de las más importantes de la Reconquista y la batalla más importante de esta guerra. Los cristianos también derrotaron a los musulmanes en Úbeda y Baeza en los siguientes 8 días.

## Desenlace
La aplastante derrota de los almohades aceleró significativamente su declive tanto en la península ibérica como en el Magreb una década después. Esto dio un mayor impulso a la Reconquista cristiana y redujo drásticamente el poder ya menguante de los moros en Iberia, que pronto se dividieron en pequeños reinos musulmanes. Muhammad al-Nasir no superó la derrota de esta batalla, se fue a Marrakech y se encerró en su palacio hasta su muerte un año después. Castilla conquistó el centro de España y, algunas décadas después, conquistó más territorios en el sur de España como Sevilla, Córdoba y Jaén.